# Markus Abwerzger
Markus Abwerzger (* 14. Oktober 1975 in Dornbirn) ist ein österreichischer Jurist und rechtsextremer Politiker (FPÖ).
Seit 2013 ist er Landesparteiobmann der FPÖ Tirol, seit 2015 Abgeordneter zum Tiroler Landtag und seit 2018 Klubobmann seiner Fraktion. Von 2012 bis 2015 war er Klubobmann der FPÖ im Innsbrucker Gemeinderat.

## Ausbildung und Beruf
Abwerzger besuchte das Sportgymnasium in Dornbirn, das er 1996 mit der Matura abschloss. Im Anschluss daran begann er, an der Universität Innsbruck Rechts- und Politikwissenschaft zu studieren. Im Dezember 1996 trat er der Universitätssängerschaft Skalden bei, bei der er noch heute Mitglied ist. Nach Abschluss des Studiums absolvierte er seinen Präsenzdienst beim österreichischen Bundesheer und begann danach sein Gerichtsjahr. Seine berufliche Laufbahn startete er als Konzipient in einer Innsbrucker Rechtsanwaltskanzlei. Seit September 2009 ist er als selbstständiger Rechtsanwalt in Innsbruck tätig.

## Politische Tätigkeit
Die politische Laufbahn von Markus Abwerzger begann im Alter von 17 Jahren beim Ring Freiheitlicher Jugend in Vorarlberg. Dort war er im Landesvorstand und als Obmann der Ortsgruppe Dornbirn tätig. Während seines Studiums in Innsbruck war Abwerzger auch im Ring Freiheitlicher Studenten aktiv, wo er im Zuge der ÖH-Wahl 1999 als Spitzenkandidat antrat und dabei den RFS letztmals im Hauptausschuss der ÖH an der Uni Innsbruck vertrat. Nach den innerparteilichen Differenzen und der Abspaltung des BZÖ beschloss Abwerzger, sich aktiv in der FPÖ zu engagieren. Seit diesem Zeitpunkt ist Abwerzger Mitglied der FPÖ-Bezirksparteileitung in Innsbruck, zuerst als Mitglied, dann als Obmann-Stellvertreter.
Mit der Innsbrucker Gemeinderatswahl im April 2012, bei der er für die FPÖ auf Listenplatz 4 kandidierte, zog er in den Innsbrucker Gemeinderat ein und wurde dort von seiner Fraktion zum Klubobmann gewählt. Am 12. Dezember 2012 wurde er am Stadtparteitag der Innsbrucker FPÖ mit 90 Prozent zum Stadtparteiobmann gewählt. Diese Funktion übergab Abwerzger beim Stadtparteitag am 15. April 2016 an den Landtagsklubobmann der Tiroler Freiheitlichen, Rudi Federspiel. Am Landesparteitag im Juli 2013 wurde Markus Abwerzger mit einem Ergebnis von 94,35 Prozent zum neuen Landesparteiobmann der FPÖ Tirol gewählt.
Im Herbst 2015 kam es dann zu einer Rochade in der freiheitlichen Landtagsriege in Tirol, womit Markus Abwerzger als ursprünglich Listenneunzehnter durch den Verzicht von zwölf vor ihm gereihten Kandidaten das frei werdende Mandat nach dem Rückzug von Hildegard Schwaiger besetzen konnte. Nach seiner Angelobung am 7. Oktober 2015 war er stellvertretender Klubobmann und saß im Ausschuss für Gesellschaft, Bildung Kultur und Sport sowie im Ausschuss für Rechts-, Gemeinde- und Raumordnungsangelegenheiten.
Am 9. Jänner 2016 wurde Abwerzger schließlich in Kufstein am 31. Ordentlichen Landesparteitag der Tiroler Freiheitlichen mit einem Ergebnis von 91 Prozent in seiner Funktion als Landesparteiobmann für weitere drei Jahre bestätigt.
Im Wahlkampf für die Tiroler Landtagswahl am 25. Februar 2018 fungierte Markus Abwerzger als Spitzenkandidat der Tiroler FPÖ, die am Wahlabend mit 15,53 % ein Plus von +6,13 %, und damit 5 Mandate (+1) für sich verbuchen konnte. Im Wahlkreis Innsbruck-Stadt, wo Abwerzger als Wahlkreisspitzenkandidat antrat, konnte sich einerseits die FPÖ mit 8.321 Stimmen ein Direktmandat im Wahlkreis sichern und andererseits Abwerzger selbst mit 2.568 Vorzugsstimmen alle weiteren Kandidaten aller Parteien auf die Plätze verweisen. In weiterer Folge saß Abwerzger in dieser Legislaturperiode im Ausschuss für Rechts-, Gemeinde- und Raumordnungsangelegenheiten, im Finanzausschuss und im Finanzkontrollausschuss. Zudem war er auch Mitglied im am 28. März 2019 eingesetzten Untersuchungsausschuss zur Tiroler Soziale Dienste GmbH. Als Folge aus diesem U-Ausschuss wurde im Juni 2020 ein Beteiligungsausschuss eingerichtet, dem Abwerzger als Obmann vorsaß.
Infolge eines ORF-Beitrags im Wahlkampf, der Abwerzger eine Nähe zum Antisemitismus suggerierte, erhob er mehrfache Anklage gegen den Sender, unter anderem wegen Übler Nachrede. Im April 2018 einigte man sich am Straflandesgericht Wien auf einen Vergleich. Der ORF übernahm sämtliche Gerichts- sowie Anwaltskosten und spendete 8.000 Euro.
Im April 2019 fand in Igls der 32. Ordentliche Landesparteitag der FPÖ Tirol statt, bei dem Abwerzger mit einem Ergebnis von 98,7 % im Amt bestätigt. Beim 33. Ordentlichen Landesparteitag der FPÖ Tirol im Juli 2022 wurde er wiederum mit 97,95 % der Delegiertenstimmen wiedergewählt und zog als FPÖ-Kandidat für das Amt des Landeshauptmannes in die Landtagswahl am 25. September 2022. Dabei konnte die FPÖ mit einem Ergebnis von 18,84 % ein historisches Ergebnis erringen, weil sie zum ersten Mal in Tirol zweitstärkste Kraft im Tiroler Landtag sein wird. Abwerzger wird dem neu konstituierten Klub wiederum als Klubobmann vorsitzen.
Im August 2025 sprach sich Abwerzger in einem Interview gegen die Austragung des Eurovision Song Contest 2026 in Österreich aus. Es bestehe die konkrete Gefahr, dass „anti-israelische Stimmung“, Antisemitismus und „linksextremistische Tendenzen“ gefördert werden - die Folge sei ein „massives Sicherheitsproblem“.

## Kritik und Kontroversen

### Rassismus-Vorwurf
Im Juni 2025 veröffentlichte die FPÖ-Tirol auf sozialen Medien ein Video, in dem sich Abwerzger eine Burger-King-Krone aufsetzt. Unterlegt wird das Video mit dem Text: „POV: FPÖ auf dem Weg zum Gate. Es geht los 🔥✈️“. Laut Kritikern ist das eine Anspielung auf ein Video aus dem Jahr 2021, wo ein Flugzeug-Passagier mit so einer Krone eine Frau rassistisch beleidigt und das in rechtsextremen Kreisen hohen Bekanntheitsgrad genießt. Der Vorwurf wurde seitens der FPÖ zurückgewiesen und Abwerzger gab an, das Video nicht gekannt zu haben.

### Eurovision Song Contest 2026
Im August 2025 sprach sich Abwerzger in einem Interview gegen die Austragung des Eurovision Song Contest 2026 in Österreich aus. Abwerzger begründet seine Haltung mit Sicherheitsbedenken und der Sorge, dass durch den ESC „anti-israelische Stimmung“, Antisemitismus und „linksextremistische Tendenzen“ gefördert würden. Dies stelle ein erhebliches Sicherheitsproblem dar, insbesondere am Austragungsort. Abzwerger verwies auf Vorfälle bei der Pride Parade 2025 in Innsbruck, bei der laut ihm ein Block von Kommunisten mit Hamas-Fahnen aufgetreten sei. Abwerzger sieht darin ein Zeichen dafür, dass bestimmte linke Kreise, die auch mit dem ESC in Verbindung stünden, ein Antisemitismusproblem hätten. Er kritisiert zudem die Stimmung gegen die israelische Vertreterin beim ESC 2024 in Basel und bezeichnet Forderungen nach einem Ausschluss israelischer Künstlerinnen als „absoluten Wahnsinn“. Von den Organisatoren der Pride Parade wurde die Kritik zurückgewiesen und erklärt, dass Abwerzger unbegründete und falsche Behauptungen aufgestellt habe und versuche, Pride Tirol zu instrumentalisieren, um eine Austragung des Eurovision Song Contest in Innsbruck zu verhindern. Die Organisation forderte Abwerzger auf, seine Aussagen mit konkreten Zahlen, Daten und Fakten zu belegen. Solange dies nicht geschehe, könne man ihm nur das Gegenteil seiner Behauptungen beweisen. Zusätzlich verwiesen die Organisatoren darauf, dass es keinerlei Hamas-Flaggen bei der Parade gegeben habe. Man könne auf umfangreiches Bild- und Videomaterial sowie Aussagen von Zeug*innen und Einsatzkräften verweisen, die belegen, dass solche Symbole nicht gezeigt wurden. Die einzigen Fahnen mit Bezug zum Gazastreifen, die gezeigt wurden, waren Palästina-Fahnen, die sich deutlich von Hamas-Flaggen unterscheiden.